# Делай меня точно
«Делай меня точно» — трибьют-альбом, посвящённый группе «Мумий Тролль» и состоящий из кавер-версий её песен, записанных молодыми российскими музыкантами. Релиз в интернете состоялся в июле 2011 года, а 5 сентября того же года звукозаписывающая компания Navigator Records выпустила альбом на физических носителях. Проект был номинирован на премию «Степной волк» в категории «Интернет». В российском хит-параде «Россия Топ-25. Альбомы» сборник занял 25-е место.

## История
Проект был организован журналом «Афиша» в декабре 2010 года. В течение восьми месяцев каждые десять дней на сайте журнала появлялась новая кавер-версия. Специально для проекта по заказу издания была записана 21 песня, 18 из них вошли в окончательный трек-лист. Многие начинающие исполнители отправляли свои кавер-версии в редакцию журнала, которая отобрала восемь из них и опубликовала на сайте в качестве бонус-треков.
23 июля на фестивале «Пикник „Афиши“» была устроена специальная площадка «ДМТ» (аббревиатура проекта), на которой выступили девять участников трибьюта. Название диска отсылается к одноимённой песне, которая была записана в 1990 году для альбома «Делай Ю-Ю», а позже перезаписана для альбомов «Морская» и «Шамора».

## Отзывы
«Делай меня точно» получил смешанную оценку в российском издании журнала Rolling Stone. Критик Андрей Бухарин, поставивший альбому три звезды из пяти, посчитал саму идею проекта хорошей, поскольку в нём приняли участие исполнители, чей музыкальный вкус сформировался во многом благодаря альбому «Морская». Однако, по словам Бухарина, они оказались «беспомощны перед мумий-троллевским материалом» и, кроме того, не смогли в должной мере наполнить индивидуальностью свои кавер-версии. Алексей Мажаев из InterMedia поставил диску четыре балла и, кратко прокомментировав каждый трек, в заключение отметил: «…Даже те, кто не фанатеет с Лагутенко, постарался сделать „по-своему“, но никто не позарился на то, чтобы сделать лучше». Музыкальный обозреватель журнала «Русский репортёр» Наталья Зайцева посчитала, что никто из участников не способен написать такую песню, как «Дельфины», и трибьют «получился больше про это новое поколение, чем про группу „Мумий Тролль“»; в качестве наиболее достойной кавер-версии Зайцева выделила трек «Эхо гонга. Непокой» в исполнении группы «Сансара».

## Список композиций
| №   | Название                               | Исполнитель                                  | Длительность |
| --- | -------------------------------------- | -------------------------------------------- | ------------ |
| 1.  | «Доля риска»                           | Cheese People                                | 3:22         |
| 2.  | «Невеста?»                             | Галун и Квартет им. И. А. Крылова            | 5:19         |
| 3.  | «Дельфины»                             | moremoney                                    | 2:54         |
| 4.  | «Скорость»                             | DZA                                          | 3:46         |
| 5.  | «Чёрная дыра»                          | Miiisha                                      | 3:52         |
| 6.  | «Кассетный мальчик»                    | Manicure                                     | 4:14         |
| 7.  | «Карнавала нет»                        | Narkotiki                                    | 2:59         |
| 8.  | «На яды»                               | «Барто»                                      | 4:06         |
| 9.  | «Сайонара диска»                       | Padla Bear Outfit                            | 5:19         |
| 10. | «Забавы»                               | «Обе две»                                    | 3:32         |
| 11. | «В рейс»                               | Everything Is Made in China                  | 3:35         |
| 12. | «Лунные девицы»                        | «Краснознамённая дивизия имени моей бабушки» | 3:44         |
| 13. | «Обещания»                             | InWhite                                      | 4:06         |
| 14. | «Карнавала.нет»                        | «Встреча рыбы»                               | 2:56         |
| 15. | «Утекай»                               | Pianoбой                                     | 1:59         |
| 16. | «Делай меня точно»                     | Даша Люкс                                    | 4:23         |
| 17. | «Непокой. Эхом гонга» (Женская версия) | «Сансара» и Amor Entrave                     | 3:21         |
| 18. | «Ему не взять тебя»                    | Chikiss                                      | 5:32         |